# Аякс (Шахтарськ)
Футбольний клуб «Аякс» — український футбольний клуб з Шахтарська, Донецької області. Виступав у чемпіонатах України з 1992 по 1996 рік під назвами «Прометей» (1992–1993), «Медіта» (1993–1995) і «Шахтар» (1995–1996). В січні 1996 року на базі команди був створений «Металург» (Донецьк), після чого шахтарська команда виступала на місцевому та аматорському рівнях. Чемпіон Донецької області 1999 та 2013 років.

## Історія
У 1984 році при ВО «Шахтарськантрацит» з шахтарських команд Шахта «Вінницька» і Шахта «Постниківська» був створений футбольний клуб «Прометей». Клуб брав участь в Чемпіонаті Донецької області, а також в Чемпіонаті УРСР серед КФК.
У 1991 році клуб зайняв друге місце в Чемпіонаті УРСР серед КФК, і таким чином отримав місце в Перехідний лізі. 16 грудня 1992 року клуб був офіційно зареєстрований як Госпрозрахунковий футбольний клуб «Прометей» при ВО «Шахтарськантрацит». Президентом клубу став Микола Львович Оробець, начальником команди Микола Климович Гурин, тренером залишився Юрій Іванович Ванкевич.
Дебют «Прометея» у професіональному футболі відбувся 11 квітня 1992 року, на стадіоні «Бажановець» матчем проти макіївського «Бажановця». У цьому матчі «Прометей» програв з рахунком 1:0. З того часу команда незмінно виступала у нижчих професіональних українських лігах.
1993 року клуб забирає на баланс АТ «Медіта», приватна медична клініка, президентом якої був Олександр Оприщенко, він же стає президентом «Прометея» і перейменовує його в «Медіту» у честь фірми. Оприщенко не шкодував грошей на свою команду. При ньому «Медіта» дебютувала у Другій лізі. Команда з Шахтарська в дебютному сезоні 1993/94 посіла високе восьме місце, а наступний чемпіонат завершила на сьомому рядку. Керівництво «Медіти» замислювалося про підвищення в класі, але 1995 року президент команди Олександр Оприщенко був вбитий. «Медіта» була повернута назад під управління ДХК «Шахтарськантрацит» і отримала назву «Шахтар». Першу частину сезону 1995/96 шахтарський клуб завершив на четвертому місці, але до того моменту в ДХК вже не було фінансів для утримання клубу і його бази, команда почала проводити домашні ігри в Кіровському, Харцизьку та Макіївці. У підсумку було прийнято рішення продати команду.
Керівники Донецького металургійного заводу прагнули мати власну професіональну команду і за справу взявся заступник голови правління АТ «Донецький металургійний завод» Сергій Середа, який також був з 1993 року головою правління донецького «Шахтаря». Саме з його ініціативи Донецька обласна Федерація футболу передала «Шахтар» з Шахтарська та його місце в Другій лізі на баланс новоствореного клубу «Металург» (Донецьк), який і став правонаступником «гірників» та дограв за них друге коло сезону 1995/96.
Що стосується молоді, вихованців клубу, то на їх базі зробили філію Академії ФК «Шахтар» Донецьк. Серед його вихованців Дмитро Єсін. Ті, хто за віковими категоріями не підійшов «Металургу» (Донецьк), залишилися в Шахтарську і стали називатися «Фортуна» (Контарне), так як клуб перемістився в міський селище Контарне і до 1999 року був селищним клубом, поки не був переведений у комунальну власність і не став «Фортуна» Шахтарськ. До того часу в команду з донецького «Металурга» повернулися гравці, які за віком вже не могли грати в Донецьку. Саме завдяки їм, клуб став чемпіоном області, але при виході в Чемпіонат України серед аматорів 2000 року, клуб знову зіткнувся з фінансовими труднощами, до того ж раніше не було бази і клуб переїхав в міське селище Стіжківське і був перейменований в «Авангард».
З 2009 року клуб знову став представляти Шахтарськ, а з 2011 року клуб знову почав виступати в обласному чемпіонаті під назвою ФК «Шахтарськ».
У 2012 році з початком нового сезону клуб було перейменовано в «Аякс» і у 2013 році клуб вдруге в своїй історії став чемпіоном Донецької області.
З квітня 2014 року місто Шахтарськ знаходиться під контролем російської окупаційної адміністрації під іменем самопроголошеної Донецької Народної Республіки, через що клуб фактично припинив своє існування.

## Попередні назви
- 1984–1989 — «Шахтар» (Шахтарськ)
- 1990–1993 — «Прометей» (Шахтарськ)
- 1993–1995 — «Медіта» (Шахтарськ)
- 1995–1997 — «Шахтар» (Шахтарськ) (в січні 1996 року на базі команди створюється «Металург» (Донецьк))
- 1997–1999 — «Фортуна» (Контарне)
- 1999–2001 — «Фортуна» (Шахтарськ)
- 2001–2009 — «Авангард» (Стіжківське)
- 2009–2011 — «Авангард» (Шахтарськ)
- 2011–2012 — ФК «Шахтарськ»
- 2012— н. в. — «Аякс» (Шахтарськ)

## Досягнення
- Чемпіон Донецької області: 1999, 2013

## Статистика виступів

### Чемпіонат УРСР серед КФК
| Сезон                    | Чемпіонат                       | Чемпіонат | Чемпіонат | Чемпіонат | Чемпіонат | Чемпіонат | Чемпіонат | Чемпіонат | Примітка   |
| Сезон                    | Ліга                            | Місце     | І         | В         | Н         | П         | М         | О         | Примітка   |
| ------------------------ | ------------------------------- | --------- | --------- | --------- | --------- | --------- | --------- | --------- | ---------- |
| 1989                     | Чемпіонат УРСР серед КФК 6 зона | 4 з 13    | 24        | 13        | 3         | 9         | 41-30     | 27        |            |
| 1990                     | Чемпіонат УРСР серед КФК 6 зона | 2 з 15    | 28        | 18        | 6         | 4         | 52-27     | 42        |            |
| 1991                     | Чемпіонат УРСР серед КФК 5 зона | 2 з 16    | 30        | 22        | 4         | 4         | 69-17     | 48        | Підвищення |
| Усього                   |                                 |           |           |           |           |           |           |           |            |
| Чемпіонат УРСР серед КФК | 3 сезону                        | 82        | 53        | 13        | 17        | 162-74    | 117       |           |            |

### Всі сезони в незалежній Україні
| Сезон   | Чемпіонат            | Чемпіонат | Чемпіонат | Чемпіонат | Чемпіонат | Чемпіонат | Чемпіонат | Чемпіонат | Кубок       | Кубок | Кубок | Кубок | Кубок | Кубок | Кубок | Примітка                                   |
| Сезон   | Ліга                 | Місце     | І         | В         | Н         | П         | М         | О         | Етап        | І     | В     | Н     | П     | М     | О     | Примітка                                   |
| ------- | -------------------- | --------- | --------- | --------- | --------- | --------- | --------- | --------- | ----------- | ----- | ----- | ----- | ----- | ----- | ----- | ------------------------------------------ |
| 1992    | Перехідна 2 підгрупа | 5 з 9     | 16        | 8         | 4         | 4         | 27−10     | 20        | —           | —     | —     | —     | —     | —     | —     |                                            |
| 1992/93 | Перехідна            | 6 з 18    | 34        | 13        | 16        | 5         | 43−21     | 42        | —           | —     | —     | —     | —     | —     | —     | Підвищення                                 |
| 1993/94 | Друга                | 8 з 22    | 42        | 18        | 6         | 18        | 50−41     | 42        | —           | —     | —     | —     | —     | —     | —     |                                            |
| 1994/95 | Друга                | 7 з 22    | 42        | 22        | 8         | 12        | 57−36     | 74        | 1/16 фіналу | 4     | 1     | 2     | 1     | 5−8   | 3     |                                            |
| 1995/96 | Друга Група Б        | 2 з 21    | 38        | 24        | 7         | 7         | 53-27     | 66        | 1/32 фіналу | 1     | 0     | 0     | 1     | 0−2   | 0     | Місце після першого кола зайняв «Металург» |
| Всього  | Перехідна            | 2 сезони  | 50        | 21        | 20        | 9         | 70−31     | 62        | >2 сезони   | 5     | 1     | 2     | 2     | 5−10  | 3     |                                            |
| Всього  | Друга                | 3 сезони  | 122       | 64        | 21        | 37        | 160−105   | 182       |             |       |       |       |       |       |       |                                            |

### Аматорський чемпіонат України
| Сезон                         | Чемпіонат                             | Чемпіонат | Чемпіонат | Чемпіонат | Чемпіонат | Чемпіонат | Чемпіонат | Чемпіонат | Примітка |
| Сезон                         | Ліга                                  | Місце     | І         | В         | Н         | П         | М         | О         | Примітка |
| ----------------------------- | ------------------------------------- | --------- | --------- | --------- | --------- | --------- | --------- | --------- | -------- |
| 2000                          | Аматорський чемпіонат України 8 група | 4 з 5     | 8         | 2         | 1         | 5         | 13-16     | 7         |          |
| Усього                        |                                       |           |           |           |           |           |           |           |          |
| Аматорський чемпіонат України | 1 сезон                               | 8         | 2         | 1         | 5         | 13-16     | 7         |           |          |

## Відомі гравці
- Едуард Цихмейструк
- Сергій Завгородній